# Nadji Jeter
Nadji Anthony Jeter (Atlanta, 18 de outubro de 1996) é um ator, dublador, dançarino e artista musical norte-americano. Jeter é mais conhecido por interpretar o personagem fictício Miles Morales (uma das encarnações de Homem-Aranha) em Marvel's Spider-Man (2018) e por fornecer a captura de voz e movimento para o personagem fictício Sam Burrell no jogo eletrônico de ação e aventura The Last of Us (2013). Jeter também reprisou seu papel como Morales na série de animação Spider-Man (2017) e nos jogos eletrônicos Marvel Ultimate Alliance 3: The Black Order (2019) e Spider-Man: Miles Morales (2020).

## Vida pregressa
Nadji Anthony Jeter nasceu em Atlanta, Geórgia, em 18 de outubro de 1996. Ainda jovem, seus pais perceberam que ele era talentoso em dança, atuação e comédia. Aos 9 anos, ele se apresentou como dançarino no New Look Foundation Gala de Usher. Ele também se apresentou como um mascote de dança para o Atlanta Hawks da NBA. Ele se mudou para Los Angeles em 2007 para seguir carreira.

## Carreira
Ao lado de seus papéis mais populares como a voz de Sam no videogame de ação e aventura The Last of Us (2013) e Miles Morales na série de animação Spider-Man (2017) e os videogames Spider-Man (2018), Marvel Ultimate Alliance 3: The Black Order (2019) e Spider-Man: Miles Morales (2020), Jeter foi creditado em live-actions, como papéis convidados em episódios da série de drama médico Grey's Anatomy (2007) e na sitcom Todo Mundo Odeia o Chris (2008). Ele apareceu nos filmes de comédia Grown Ups (2010) e Grown Ups 2 (2013), bem como na sitcom Reed Between the Lines (2011-2015). Ele também estrelou vários comerciais nos Estados Unidos e foi o rosto da Coca-Cola em 2011.

## Vida pessoal
Jeter é um Embaixador Star Power da Starlight Children's Foundation. Ele está envolvido na New Look Fundation de Usher desde os seis anos de idade, recebendo o Prêmio Global de Liderança Juvenil de 2013 por seu trabalho com a fundação.
Em janeiro de 2015, Jeter foi preso aos 18 anos por supostamente dirigir sob a influência de intorpecentes em Burbank, Califórnia. Segundo relatos, ele passou uma noite na prisão antes de ser libertado.

## Filmografia

### Filmes
| Ano  | Título                 | Papel                 | Notas         |
| ---- | ---------------------- | --------------------- | ------------- |
| 2006 | Dirty Laundry          | Garoto 1              |               |
| 2006 | Beats Style and Flavor | Performer             | Não creditado |
| 2008 | Lower Learning         | Garoto com estilingue | Não creditado |
| 2009 | Opposite Day           | Jasper                |               |
| 2010 | Grown Ups              | Andre McKenzie        |               |
| 2013 | Grown Ups 2            | Andre McKenzie        |               |
| 2016 | The Fifth Wave         | Poundcake             |               |
| 2016 | Dance Camp             | Hunter                |               |
| 2017 | Wonder                 | Justin                |               |

### Televisão
| Ano           | Título                 | Papel                                                               | Notas                              |
| ------------- | ---------------------- | ------------------------------------------------------------------- | ---------------------------------- |
| 2007          | Grey's Anatomy         | Bobby                                                               | Episódio: "A Change Is Gonna Come" |
| 2008          | Everybody Hates Chris  | Guy / Jason                                                         | 2 episódios                        |
| 2009          | The Forgotten          | Football Kid #2                                                     | Episódio: Prisoner Jane"           |
| 2011          | Reed Between the Lines | Keenan Reynolds                                                     |                                    |
| 2013          | Castle                 | Joey Malone                                                         | Episódio: "Under the Influence"    |
| 2015          | Jessie                 | Terry                                                               | Episódio: "Basket Cases"           |
| 2015          | Last Man Standing      | Brandon Larabee                                                     | Episódio: "Vanessa Fixes Up Eve"   |
| 2017          | Bobbi Kristina         | Nick Gordon                                                         | Television film                    |
| 2017-presente | Spider-Man             | Miles Morales / Ultimate Spider-Man, Miles' Security Robot (voices) |                                    |

### Videogames
| Ano  | Título                                      | Papel         | Notas                      |
| ---- | ------------------------------------------- | ------------- | -------------------------- |
| 2013 | The Last of Us                              | Sam           | Voz e captura de movimento |
| 2018 | Marvel's Spider-Man                         | Miles Morales | Voz e captura de movimento |
| 2019 | Marvel Ultimate Alliance 3: The Black Order | Miles Morales | Voz e captura de movimento |
| 2020 | Marvel's Spider-Man: Miles Morales          | Miles Morales | Voz e captura de movimento |